# Giovannona Coscialunga disonorata con onore
Giovannona Coscialunga disonorata con onore é um filme italiano de 1973, dirigido por Sergio Martino.

## Sinopse
O industrial La Noce está a ser investigado por poluição e precisa de protecção política; recomendam-lhe Pedicò, um viciado em sexo, e para ganhar a sua simpatia, La Noce oferece-lhe a sua mulher e uma importante soma em dinheiro. Infelizmente a mulher não suporta Pedicò e o secretário de La Noce
encarrega-se de a substituir por uma prostituta.